# هان بينج
هان بينج (بالصينية: 韩鹏) (20 ديسمبر 1989 بتيانجين في الصين - ) هي لاعبة كرة قدم صينية في مركز الوسط. شاركت مع منتخب الصين الوطني لكرة القدم للنساء.

## وصلات خارجية
- هان بينج على موقع الاتحاد الدولي (مؤرشف)  (الإنجليزية)
- هان بينج على موقع الاتحاد الأوربي (الإنجليزية)
- هان بينج على موقع قاعدة بيانات كرة القدم.إي يو (الإنجليزية)
- هان بينج على موقع Soccerway.com (الإنجليزية)
- هان بينج على موقع أوليمبيديا (الإنجليزية)
- هان بينج على موقع اللجنة الأولمبية الصينية (الإنجليزية)